# Габріель Сантос (плавець)
Габріель Сантос (порт. Gabriel Santos; нар. 4 травня 1996) — бразильський плавець.
Учасник Олімпійських Ігор 2016 року.
Призер Чемпіонату світу з водних видів спорту 2017 року.
Переможець Пантихоокеанського чемпіонату з плавання 2018 року.